# 白旗慎吾
白旗 慎吾（しらはた しんご、1947年（昭和22年） - ）は、日本の数学者。大阪大学名誉教授。理学博士（九州大学、1976年）。専門は統計学。

## 略歴
1947年生まれ。1970年に大阪大学理学部数学科を卒業後、1972年に大阪大学大学院基礎工学研究科数理系専攻修士課程を修了。1974年には九州大学理学部の助手となり、1976年には学位論文「Some distribution-free tests for the two-sample problem and independence」で九州大学より理学博士の学位を取得した。1977年に大阪大学教養部の講師に就任し、以後、同大学及び同大学大学院で、1980年より助教授、1989年より教授を歴任した。2012年に大阪大学を定年退官し、2016年現在は大阪大学名誉教授・同志社大学客員教授を務める。
学会関連では、日本分類学会運営委員（1999年度 - 2000年度、2003年度 - 2004年度）、日本計算機統計学会副会長（1999年度 - 2002年度）・会長（2007年度 - 2008年度）、応用統計学会理事（2000年度 - 2001年度）、日本数学会評議員（2001年度、2003年度 - 2004年度）、統計関連学会連合理事（2009年度 - 2012年度）、などを歴任した。
また、1994年度には「Estimate of Variance of Wilcoxon-Mann-Whitney Statistic」（doi:10.5183/jjscs1988.6.2_1 ）にて日本計算機統計学会文献賞を、2016年度には日本計算機統計学会賞を受賞した。

## 著書
- 『パソコン統計解析ハンドブックIV』（編者。1987年5月、共立出版、ISBN 9784320013957）
- 『統計解析入門』（1992年5月、共立出版、ISBN 9784320014541）
- 『統計学』（2008年11月10日、ミネルヴァ書房〈Minerva ベイシック・エコノミクス〉、ISBN 9784623052356）
- 『統計学辞典』（監訳者。2010年10月25日、共立出版、ISBN 9784320019393）